# Mantidactylus guttulatus
Mantidactylus guttulatus é uma espécie de anfíbio da família Mantellidae, que é endémica de Madagáscar. Os seus habitats naturais são: florestas subtropicais ou tropicais húmidas de baixa altitude e rios. Está ameaçada por perda de habitat.